# Saint-Martin-de-Queyrières
Saint-Martin-de-Queyrières är en kommun i departementet Hautes-Alpes i regionen Provence-Alpes-Côte d'Azur i sydöstra Frankrike. Kommunen ligger  i kantonen L'Argentière-la-Bessée som ligger i arrondissementet Briançon. År 2022 hade Saint-Martin-de-Queyrières 1 122 invånare.

## Befolkningsutveckling
Antalet invånare i kommunen Saint-Martin-de-Queyrières
Referens:INSEE